# 1460
| [ Edytuj tabelę ]                          | |
| Król Polski                                | - 1447 Kazimierz IV Jagiellończyk 1492 |
| Książę Albanii                             | - 1443 Skanderbeg 1468 - 1446 Lekë Dukagjini 1481 |
| Współksiążęta Andory                       | - 1437 Arnau Roger de Pallars 1461 - 1436 Gaston IV 1472 |
| Król Anglii                                | - 1422 Henryk VI 1461 |
| Król Aragonii i Walencji, hrabia Barcelony | - 1458 Jan II Aragoński 1479 |
| Władca Azteków                             | - 1440 Montezuma I 1468 |
| Elektor Brandenburgii                      | - 1440 Fryderyk II Żelazny 1471 |
| Książę Bawarii-Landshut                    | - 1450 Ludwik IX Bogaty 1479 |
| Książę Bawarii-Monachium                   | - 1438 Albert III 1460 - 1460 Jan IV 1463 - 1460 Zygmunt 1501 |
| Książę Burgundii                           | - 1419 Filip III Dobry 1467 |
| Sułtan Brunei                              | - 1433 Sulaiman 1473 |
| Cesarz Chin                                | - 1457 Zhu Qizhen 1464 |
| Król Cypru                                 | - 1458 Charlotta Cypryjska 1464 |
| Król Czech                                 | - 1458 Jerzy z Podiebradów 1471 |
| Król Danii                                 | - 1448 Chrystian I 1481 |
| Dalajlama                                  | - 1391 Gendun Drup 1474 |
| Władca Egiptu                              | - 1453 Al-Aszraf Inal 1461 |
| Cesarz Etiopii                             | - 1434 Zara Jaykob Konstantyn 1468 |
| Król Francji                               | - 1422 Karol VII 1461 |
| Król Gruzji                                | - 1446 Jerzy VIII 1465 |
| Hrabia Holandii                            | - 1433 Filip III Dobry (z Burgundii) 1467 |
| Władca Inków                               | - 1438 Pachacutec 1471 |
| Cesarz Japonii                             | - 1428 Go-Hanazono 1464 |
| Kalif                                      | - 1455 Al-Mustandżid 1479 |
| Król Kastylii i Leónu                      | - 1454 Henryk IV 1474 |
| Władca Korei                               | - 1455 Sejo 1468 |
| Wielki książę litewski                     | - 1440 Kazimierz IV Jagiellończyk 1492 |
| Cesarz Majapahitu                          | - 1456 Girishawardhana 1466 |
| Sułtan Maroka                              | - 1421 Abdulhak II 1465 |
| Książę Mediolanu                           | - 1450 Franciszek I 1466 |
| Senior Monako                              | - 1458 Lambert Grimaldi 1494 |
| Wielki książę moskiewski                   | - 1425 Wasyl II Ślepy 1462 |
| Król Nawarry                               | - 1441 Jan II Aragoński 1479 |
| Król Norwegii                              | - 1450 Chrystian I 1481 |
| Sułtan Omanu                               | - 1451 Umar ibn al-Chattab 1490 |
| Elektor Palatynatu                         | - 1449 Fryderyk I 1476 |
| Papież                                     | - 1458 Pius II 1464 |
| Król Portugalii                            | - 1438 Alfons V 1481 |
| Cesarz Rzymski (niemiecki)                 | - 1440 Fryderyk III Habsburg 1493 |
| Kapitanowie Regenci San Marino             | - 1459 Giacomo d'Antonio Sammaritani Polinoro di Antonio Lunardino 1460 - 1460 Marino di Venturino Riccio di Andrea 1460 - 1460 Cecco di Giovanni da Valle Simone di Marino di Giovanni 1461 |
| Elektor Saksonii                           | - 1428 Fryderyk II Łagodny 1464 |
| Król Szkocji                               | - 1437 Jakub II 1460 - 1460 Jakub III 1488 |
| Król Szwecji                               | - 1457 Chrystian I Oldenburg 1464 |
| Król Tajlandii                             | - 1448 Borommatrailokkanat 1488 |
| Sułtan Turków                              | - 1451 Mehmed II Zdobywca 1481 |
| Doża Wenecji                               | - 1457 Pasqual Malipiero 1462 |
| Król Węgier                                | - 1458 Maciej Korwin 1490 |
| Cesarz Wietnamu                            | - 1459 Lê Nghi Dân 1460 - 1460 Lê Thánh Tông 1497 |
| Wielki mistrz zakonu krzyżackiego          | - 1450 Ludwig von Erlichshausen 1467 |

Rok 1460 / MCDLX
stulecia: XIV wiek ~
XV wiek ~
XVI wiek

lata: 1450 «
1455 «
1456 «
1457 «
1458 «
1459 «
1460
» 1461
» 1462
» 1463
» 1464
» 1465
» 1470

## Wydarzenia w Polsce
- Styczeń – odbył się zjazd w Bytomiu, którego celem było ułożenie warunków przymierza pomiędzy królem polskim Kazimierzem i królem czeskim Jerzym z Podiebradów.
- 21 marca – wojna trzynastoletnia: wojska polskie rozpoczęły ponowne, decydujące oblężenie Malborka.
- 3 czerwca – wojna trzynastoletnia: papież Pius II ekskomunikował walczące z zakonem krzyżackim stany pruskie oraz ich sprzymierzeńców, czyli króla Polski Kazimierza IV Jagiellończyka i jego poddanych.
- 8 lipca – wojna trzynastoletnia: kaprowie gdańscy pokonali flotę Zakonu krzyżackiego w II bitwie u wybrzeży Bornholmu
- 5 sierpnia – wojna trzynastoletnia: wojska polskie odzyskały Malbork
- 6 grudnia-19 grudnia – w Piotrkowie obradował sejm walny[1].
- Puck ponownie zdobyli Krzyżacy.
- Konflikt w sprawie obsady biskupstwa krakowskiego między biskupami: Jakubem z Sienna (protegowanym papieża), Janem Gruszczyńskim (protegowanym króla) i Janem Lutkowicem z Brzezia (protegowanym kleru)[2].
- obradował Sejm Wielkiego Księstwa Litewskiego w Brześciu[3].

## Wydarzenia na świecie
- 4 kwietnia – zainaugurował działalność Uniwersytet Bazylejski.
- 1 maja – włoski żeglarz António Noli odkrył wyspę Maio w archipelagu Wysp Zielonego Przylądka.
- 10 czerwca – Wojna Dwóch Róż: bitwa pod Northampton.
- 3 sierpnia – Jakub III został królem Szkocji.
- 30 grudnia – Wojna Dwóch Róż: Lancasterowie pokonali Yorków w bitwie pod Wakefield.

## Urodzili się
- Archaniela Girlani, włoska karmelitanka, błogosławiona katolicka (zm. 1494)
- Konstanty Ostrogski, książę, hetman wielki litewski (data sporna lub przybliżona) (zm. 1530)

## Zmarli
- 29 lutego – Albrecht III Dobrotliwy, książę Bawarii-Monachium (ur. 1401)
- 10 kwietnia – Antoni Neyrot, włoski dominikanin, męczennik, błogosławiony katolicki (ur. 1425)
- 14 kwietnia – Giovanni Castiglione, włoski kardynał (ur. 1420)
- 29 maja – Bolko V Husyta, książę głogówecki, prudnicki, niemodliński i strzelecki. (ur. ok. 1400)
- 10 lipca – Humphrey Stafford, angielski możnowładca i wojskowy (ur. 1402)
- 24 lipca – Geminiano Inghirami, włoski duchowny katolicki, teolog i prawnik (ur. 1371)
- 3 sierpnia – Jakub II Stuart, król Szkocji (ur. 1430)
- 20 września – Gilles Binchois, franko-flamandzki kompozytor okresu renesansu (ur. ok. 1400)
- 22 września – Tomasz Strzępiński, podkanclerzy koronny, biskup krakowski (ur. 1398)
- 13 listopada – Henryk Żeglarz, infant portugalski, twórca floty i potęgi morskiej Portugalii (ur. 1394)
- 6 grudnia – Ala ad-Daula Mirza, władca z dynastii Timurydów (ur. 1417)
- 14 grudnia – Guarino da Verona, włoski humanista, filolog i pedagog (ur. 1370)
- 21 grudnia – Dominik z Prus, pruski zakonnik, błogosławiony katolicki (ur. ok. 1384)
- 30 grudnia – Ryszard Plantagenet, angielski arystokrata, książę Yorku (ur. 1411)

- Data dzienna nieznana:
  - Franciszek II Acciaiuoli, władca Księstwa Aten, książę Teb (ur. ?)
  - Luis Dalmau, kataloński malarz (ur. ?)
  - Jan Gabras, bizantyński książę państwa Teodoro (ur. ?)
  - Władysław głogowski, książę cieszyński i głogowsko-ścinawski (ur. ok. 1420)
  - Marcin Król z Żurawicy, polski matematyk, lekarz i astronom (ur. ok. 1422)
  - Mikołaj z Pelhřimova, czeski pisarz, teolog i duchowny husycki (ur. ok. 1385)
  - Joanna Sabaudzka, włoska hrabianka (ur. 1392)
  - Jan Sienko z Siennowa, kasztelan lwowski (ur. ?)
  - Mihály Szilágyi, węgierski wojskowy, regent (ur. ok. 1400)